# 橫置引擎
橫置引擎（英語：Transverse engine），是引擎曲軸與汽車行駛方向程90度角的設計，應用在大多現代的前置前驅車輛。相對於縱置引擎，其優點是更加節省空間，而且製造成本比較低廉；其缺點是震動較大，還有傳動軸左右不等長的配置，會造成兩個前輪（傳動輪）有著不同的轉速差。